# Homer
 Denne artikel omhandler den græske digter Homer. For andre betydninger af Homer, se Homer (flertydig). (Se også artikler, som begynder med Homer)
Homer (Græsk: Homēros / Ὅμηρος) er helt fra antikken tilskrevet de to store episke digte Iliaden og Odysseen. I oldtiden blev også andre digterværker som de til dels langt yngre "homeriske hymner" tilskrevet ham. Allerede nogle aleksandrinske filologer mente, at Iliaden og Odysseen måtte være skrevet af forskellige digtere pga. uoverensstemmelser og uligheder. Den moderne forskning om det "homeriske spørgsmål" begyndte med F.A. Wolfs Prolegomena ad Homerum i 1795.
Den udbredte forestilling om, at Homer var blind, kan stamme fra den homeriske hymne til Apollon (vers 172), der beskriver digteren som en blind mand, der "bor på det klipperige Chios". Blindhed er dog et typisk træk for vismænd og digtere i traditionen (jf. også Stesichoros).

## Personen
Det er usikkert, om Homer er en historisk person; og om han i så fald har skrevet disse eper eller måske kun det ene, eller om han blot samlede og nedskrev dem. Nogle forskere mener, at der fandtes en Homer i det 8. århundrede f.Kr., mens andre mener, at digtene er opstået af en mundtlig tradition båret af rapsoder og først nedskrevet senere. Måske på ordre fra Athens hersker Peisistratos for at sikre dem for eftertiden.
I oldtiden var der adskillige byer, der hævdede at være Homers hjemby. Den geografiske horisont i Iliaden tyder dog på, at eposset er opstået et sted i det vestlige Lilleasien. Sproget i digtene er den joniske dialekt, der netop blev talt i Lilleasien – godt fyldt op med arkaiske og æoliske ord og former.

## Troja
Iliaden er den vigtigste kilde til viden om den trojanske krig og Troja og inspirerede eventyreren Heinrich Schliemann til at lede efter og udgrave det historiske Troja og senere Agamemnons Mykene i 1870'erne. Schliemann fortalte, at han som syvårig fik en historiebog af sin far med et billede af det brændende Troja, der gjorde et dybt indtryk på ham.
Siden har de hittitiske kilder bekræftet, at der fandtes en betydningsfuld stat ved navn Wiluša (Homer bruger navnet Ilion/Ἴλιον, egtl. *Wilion/Fίλιον), og at grækerne, ahhiyawa (Homer kalder dem bl.a. achaioi/ἀχαιοί), spillede en vigtig rolle i det vestlige Lilleasien på denne tid.

## Homers verden
For antikkens grækere var Homers værker en skønhedsåbenbaring og en type leksikon med indsigt i samtidens kundskab og livsvisdom. Homers skikkelser er guddommelige i betydningen "overjordiske", mens han skildrer Olympens guder som yderst menneskelige. De skændes og har ingen ophøjet verdensplan at henvise til; moralske forbilleder er de i hvert fald ikke. De er heller ikke almægtige; over dem står skæbnen. Homers skikkelser fremviser ingen dybere religiøse følelser, eller nogen større trang til at gruble over tilværelsens gåder. Gør de sig tanker om livet og døden, er det med en mistrøstig henvisning til alle tings forgængelighed. Tilværelsen skildres som et formålsløst, cyklisk kredsløb:
Ligesom træernes skiftende løvdragt er menneskers slægt;
vinden hvirvler til jorden de visnede blade, mens skoven
sig klæder i løv og blomster når foråret kommer.
Således spirer en ny slægt af mænd, mens en anden må visne.
Er der forandring i luften, forventes i hvert fald ingen ændring til det bedre:
Få er de sønner, som helt sig med fædre kan måle.
Ringere er de som oftest; og de, der er bedre, er få.
Homer fremviser hverken nogen forklaring på verden eller sammenhængende morallære udover, at en mand skal være vise sig stærk, og vinde ære og ry. Så træls er menneskelivet, at Zeus gribes af medynk:
For iblandt alt, som er skabt og sig rører og ånder på Jorden,
findes ej væsner så tynget af nød som menneskers slægt.
Tilværelsen efter døden er heller ikke noget at se frem til. Achilleus siger:
Bedre det synes mig nu at tjene på jorden en herre
ringe og fattig på gods for en kummerlig løn, end at råde
nede i Hades som ypperste drot over alle de døde. 
Da grækerne senere gav sig af med filosofiske spørgsmål, var Homer deres naturlige udgangspunkt med sit syn på guderne og verden, som filosofferne stod fremmed overfor. Det kan først spores hos Hesiod, der gjorde Zeus til en alfader, der havde udstyret menneskene med moral.

## Homers eftermæle
Efter det vestromerske kejserriges kollaps i 400-tallet forsvandt græskkundskaberne i Vesteuropa gradvis. Lærdom blev formidlet på latin; selv Biblens græske og hebraiske originaltekster erstattedes med den latinske oversættelse, Vulgata. Da Petrarca gennem en byzantinsk ambassadør fik fat i et Homer-manuskript, var han ude af stand til at læse det, som han beklagende skrev til forfatteren med adresse i dødsriget. I vinteren 1358/59 lærte Petrarca imidlertid den græskkyndige Leontius Pilatus fra Calabrien at kende, og tilskyndet også af Boccaccio oversatte han til 1362 Iliaden og Odysseen til latin.
Da Konstantinopel blev erobret af tyrkerne i 1453, flygtede mange lærde til Vesten, medbringende bøger og dokumenter. Disse eksil-grækere under beskyttelse af Medici-familien slog sig for en stor del ned i Firenze, der blev et centrum for renæssancens blomstring. Nylæsningen af de græske klassikere fik afgørende betydning i den proces. Den første bog trykt med græske bogstaver udkom i Brescia i 1474. Det drejede sig om en parodi på Homer, Batrakhomyomakhien (= Krigen mellem frøer og mus), og efter alt at dømme til græskundervisning. Først i 1488 udkom en førsteudgave af Homer i Firenze. Eksilgrækeren Demetrios Khalkondyles havde samlet Iliaden, Odysseen, Batrakhomyomakhien og de homeriske hymner. Da man i løbet af 1500-tallet for alvor begyndte at læse Homer i Vesteuropa, syntes det dog, at han kom til kort overfor sin efterfølger, romeren Vergil. I sine syv berømte bøger om digtning, Poetices libri septem fra 1561, kritiserer Julius Cæsar Scaliger  Homer for hans historiers umoral. Guderne hengiver sig til incest og hor, og inkonsekvenserne får digtene til at virke nærmest fjollede: Fx må solguden, som "alting kan se og alting kan høre", få fortalt, at Odysseus' mænd har stjålet hans okser. Og hvorfor omtale Achilleus som "rapfodet", når han sidder opløst i gråd? 

### På dansk
- Per Krarup, Homer og det homeriske Spørgsmaal, København: Gyldendal 1945.
- Minna Skafte-Jensen, Homer og hans tilhørere: Iliaden og Odysseen, København: Gyldendal 1992.
- Giuseppe Torresin, Homer, Hjørring: Klassikerforeningen 1989.
- Minna Skafte Jensen, Homer gennem tiden : historie eller fiktion?, Museum Tusculanum, 1997. (Studier fra sprog- og oldtidsforskning, nr. 330 = 107. bind = Årgang 1997). ISBN 87-7289-442-3.
- Keld Zeruneith, Træhesten. Fra Odysseus til Sokrates, Viborg: Gyldendal 2002.

### På andre sprog
- Joachim Latacz, Troia und Homer. Der Weg zur Lösung eines alten Rätsels, München: Koehler & Amelang 2001, 2. udgave München: Piper Verlag 2003.
- Pierre Vidal-Naquet: Le monde d'Homère, Perrin, 2000.
- Louis Bardollet: Les Mythes, les dieux et l'homme. Essai sur la poésie homérique: Belles Lettres, coll. « Vérité des mythes », 1997 ;
- Pierre Chantraine, Grammaire homérique, Klincksieck, coll. « Tradition de l'humanisme », t. I et II, 2002 ;
- Gregory Nagy, Homeric Questions, Austin: University of Texas Press 1996.
- Minna Skafte-Jensen, The Homeric Question and the Oral-Formulaic Theory, Copenhagen: Museum Tusculanum 1980. Minna Skafte Jensen